# サン・ベネデット・イン・ペリッリス
サン・ベネデット・イン・ペリッリス（イタリア語: San Benedetto in Perillis）は、イタリア共和国アブルッツォ州ラクイラ県にある、人口約100人の基礎自治体（コムーネ）。

## 地理

### 位置・広がり

#### 隣接コムーネ
隣接するコムーネは以下の通り。括弧内のPEはペスカーラ県所属を示す。
- アッチャーノ
- コッレピエトロ
- モリーナ・アテルノ
- ナヴェッリ
- ポーポリ・テルメ (PE)
- ヴィットリート